# Бисмарки
Би́смарки (нем. Bismarck) — бранденбургский дворянский род, ведущий своё название от города Бисмарк Штендальского округа.
Первоначально этот род назывался Бишофсмарк, Бископесмарк. Гербард (Герброт) Бисмарк — первый, о котором сохранились известия, был в 1270 г. старшиной купеческой гильдии в Штендале; внук его Руде (Рудольф) Бисмарк был (1338) членом городского совета в Штендале и умер, отлученный от церкви, так как он энергично боролся против влияния епископа Гальберштатского на тамошнее городское училище.
Николай Бисмарк, ум. в 1377 г., получил в 1345 в лен от маркграфа Людвига Бранденбургского замок Бургшталь, обменянный в 1562 г. курфюрстом Иоахимом II Бранденбургским у Фридриха Бисмарка на Шёнхаузен, Фишбек, Кревезе, Бриест и др. Фридрих Бисмарк († 1589) получил в истории семейства благодаря этой мене прозвище «пермутатора». Через двух своих сыновей он стал родоначальником и теперь существующих обеих главных линий: Шёнхаузенской в Магдебурге и Кревезской в Альтмарке.
Многие члены этих обеих линий выдвинулись на государственной и военной службе. Кристоф фон Бисмарк († 1704), владелец Шёнхаузена, был прусским генералом и комендантом Кюстрина; Левин Фридрих фон Бисмарк († 1774), был при Фридрихе Великом министром и первым президентом камерального суда. Его сын Август Вильгельм фон Бисмарк (1750—1783) был военным министром, а также начальником акцизного, таможенного, торгового и фабричного ведомства.
Из рейнской ветви Шёнхаузенской линии происходил Фридрих-Вильгельм фон Бисмарк, возведенный в 1816 г. в графское достоинство в Вюртемберге. Старший брат последнего, барон Людвиг фон Бисмарк († 1816) в звании герцогского нассауского обергофмаршала и полковника, оставил четверых детей. Из них старший сын, граф Фридрих фон Бисмарк, (р. 19 авг. 1809 г.), был владельцем фамильного фидеикомисса Ширштейна (отсюда Бисмарк-Ширштейн), прусским легационным советником и до 1866 г. директором Эмсских курортных учреждений.
К линии Шёнхаузен принадлежат: германский имперский канцлер князь Отто Эдуард Леопольд фон Бисмарк и прусский генерал-лейтенант в отставке граф Теодор фон Бисмарк-Болен (1790—1873), который по желанию своего тестя, графа Фридриха Людвига фон Болена, не имевшего мужских наследников, возведен королём прусским в графское достоинство с разрешением при своем имени и гербе носить таковые же графского боленского рода. Сын его — генерал Фридрих Александр граф фон Бисмарк-Болен.